# Mosteiro de Arouca
O Mosteiro de Arouca localiza-se na freguesia de Arouca, vila e município do mesmo nome da Área Metropolitana do Porto e da Região do Norte, situado no extremo nordeste do distrito de Aveiro, em Portugal.
O Mosteiro de Arouca está classificado como Monumento Nacional desde 1910.

## História
De acordo com as fontes documentais, foi fundado na primeira metade do século X, como um pequeno mosteiro habitado por uma comunidade religiosa sob a invocação de São Bento de Núrsia.
Recebeu carta de couto no século XII, período que definiu o caráter de centralidade deste cenóbio na vida política e administrativa da região. Desde 1154 passou a ser habitado apenas por religiosas.
A sua importância revigorou-se com o padroado da Beata Mafalda de Portugal, efémera rainha de Castela, que aqui viveu entre 1220 e 1256. Filha de Sancho I de Portugal e de Dulce de Aragão, em 1215 foi celebrado o contrato de seu casamento com Henrique de Castela. Diante do falecimento deste, porém, com 13 anos, Mafalda regressou a Portugal sem que o casamento se houvesse consumado, mas com o título de rainha. Seu pai, doou-lhe o Mosteiro de Arouca. Mafalda faleceu em 1 de maio de 1256, e encontra-se sepultada em Arouca.
Em termos materiais, foram muitas as dádivas do seu erário que transitaram para o domínio da instituição e terá sido por sua vontade que a comunidade monástica adotou, em 1226, a reforma da Ordem de Cister, ilustrada pela sua figura mais conhecida, São Bernardo de Claraval. A partir de então, foi como mosteiro cisterciense feminino que se registaram os principais passos da sua história.
Ao longo da sua existência secular, o mosteiro viveu períodos de grande desafogo económico que, de algum modo, se refletiram na procura de peças artísticas de grande qualidade, boa parte das quais ainda se mantêm.
Na época moderna o conjunto foi reconstruído e ampliado desde o final do século XVII. Um grande incêndio destruiu grande parte do mosteiro em 1725, tendo os trabalhos de reconstrução se estendido até aos últimos anos do século XVIII, conferindo-lhe a sua atual feição. Entre os artistas que contribuíram para o seu brilho, destacam-se Diogo Teixeira, Carlos Gimac (en) e Miguel Francisco da Silva.
Mafalda foi beatificada em 1792.
Com a extinção das ordens religiosas no país (1834), o convento e todo o seu património passaram para o Estado Português. Às freiras que viviam no convento manteve-se o direito de residência até ao falecimento da última, que ocorreu em 1886. A partir de então, os seus bens transitaram para a Fazenda Pública, abrindo-se um período de utilizações diversas deste amplo conjunto edificado. Manteve-se, contudo, o espólio artístico, recolhido no Museu de Arte Sacra, entretanto aí instalado.
Da construção original apenas chegaram até nós algumas pedras aproveitadas numa parede do edifício dos séculos XVII e XVIII.
Em nossos dias o IPPAR tem vindo a proceder a pequenas obras de recuperação e restauro, indispensáveis e preparatórias da grande empreitada em agenda, e que visa modernizar o Museu de Arte Sacra, implementar um modelo de gestão que garanta a qualidade e a continuidade dos serviços a prestar, e dar novo impulso ao Centro de Estudos, constituído em torno do espólio documental de D. Domingos de Pinho Brandão.

## Hotel
Em 2016 o mosteiro integrou o programa ‘Revive’, projeto do Estado português que prevê a abertura do património ao investimento privado para o desenvolvimento de projetos turísticos.
A área a afetar ao uso turístico foi a ala sul e o modelo jurídico foi o de concessão.
Em Abril de 2019 foi assinado o contrato de concessão do mosteiro ao grupo MS Hotels & Resorts.
A concessão será por 50 anos. O investimento total para a recuperação do edificado está estimado em 3,5 milhões de euros e a renda anual é de 42 mil euros.
O concessionário vai construir uma unidade hoteleira de 4 estrelas com entre 60 a 70 quartos, spa, piscina interior e exterior e corte de padel. Será também construído um restaurante.